# Свердловец (посёлок)
 Свердловец  — поселок в Нижнекамском районе Татарстана. Входит в состав Кармалинского сельского поселения.

## География
Находится в центральной части Татарстана на расстоянии приблизительно 49 км по прямой на юго-запад от районного центра города Нижнекамск у речки Шешма.

## История
Основано в первой половине XIX века как выселок Три Посёлка из села Старошешминск. Первыми жителями были отставные солдаты, переведённые позднее в разряд государственных крестьян В 1920-х годах существовали поселки Свердловец 1, Свердловец 2, Свердловец 3.

## Население
Постоянных жителей было: в 1859—826, в 1897—872, в 1908—916, в 1920—1034, в 1926—820, в 1949—424, в 1958—685, в 1970—437, в 1979—355, в 1989—247, в 2002 − 309 (русские 89 %), 272 в 2010.